# 克勒曼
克勒曼（法語：Cremin，法語發音：[kʁəmɛ̃]）是瑞士沃州的一个旧市镇，属于布鲁瓦-维利区。克勒曼的总面积为1.65平方公里，截至总人口为人。2017年，克勒曼与邻近的4个市镇并入市镇吕桑斯。

## 历史
克勒曼的名稱來源於附近的大沼澤。